# NGC 562
NGC 562 је спирална галаксија у сазвежђу Андромеда која се налази на NGC листи објеката дубоког неба.
Деклинација објекта је + 48° 23' 13" а ректасцензија 1h 28m 29,3s. Привидна величина (магнитуда) објекта NGC 562 износи 13,6 а фотографска магнитуда 14,3. NGC 562 је још познат и под ознакама UGC 1049, MCG 8-3-25, CGCG 551-20, IRAS 01254+4807, PGC 5502.